# Drexler (Schiff)
Die USS Drexler (DD-741) war ein Zerstörer der Allen-M.-Sumner-Klasse der United States Navy. Sie stand 1944 und 1945 für sechs Monate im Dienst der US-Marine, bevor sie vor Okinawa sank.

## Geschichte
Die Drexler wurde am 24. April 1944 bei Bath Iron Works in Bath im US-Bundesstaat Maine auf Kiel gelegt. Nach der Taufe durch Mrs. L. A. Drexler, die Mutter des Namensgebers, lief der Zerstörer am 3. September 1944 vom Stapel und wurde am 14. November 1944 unter dem Kommando von Commander R. L. Wilson bei der US-Marine in Dienst gestellt.
Am 23. Januar 1945 verließ der Zerstörer Norfolk, um die Bon Homme Richard nach Trinidad zu eskortieren, anschließend durchquerte sie den Panamakanal und traf am 10. Februar in San Diego ein. Drei Tage später wurde Kurs auf Hawaii gesetzt, wo Luftabwehr- und Artillerieübungen stattfanden. Am 23. Februar setzte die Drexler Kurs auf Guadalcanal und Ulithi, die Vorbereitungsgebiete für die Invasion Okinawas.
Am 27. März 1945 verließ die Drexler das Ulithi-Atoll in Richtung Okinawa, wo sie als Radarwarnschiff eingesetzt wurde. Am Morgen des 28. Mai gegen 07:00 Uhr griffen zwei Kamikaze-Flugzeuge die Drexler und ihr Begleitschiff Lowry an. Das erste Flugzeug konnte abgeschossen werden, das zweite jedoch verfehlte die Lowry und stürzte auf die Drexler. Trotz schwerer Brände und ausgefallener Maschinenanlage gelang es, drei weitere Kamikaze-Flieger abzuschießen, bevor um 07:03 Uhr ein nochmaliger Kamikazetreffer in die Aufbauten die Drexler zur Explosion brachte. Der Zerstörer kenterte nach Steuerbord und sank innerhalb einer Minute mit dem Heck voran. 158 Seeleute verloren ihr Leben, 52 wurden verwundet, darunter der Kommandant des Schiffs.
Die Drexler erhielt für ihren Einsatz während des Zweiten Weltkriegs einen Battle Star.